# Religionsministerium
Als Religionsministerium (Ministerium für religiöse Angelegenheiten oder für Religionsfragen) bezeichnet man ein  Ministerium mit dem Portefeuille der Religionspolitik. Es gibt sie vornehmlich in den Staaten, in denen es keine Trennung von Religion und Staat gibt, sowie in Staaten mit religionsbezogenen sozialen Brennpunkten, im Sinne eines Integrationsministeriums. Häufig sind die Aufgaben bei einem Sozialministerium, Kulturministerium oder einem Innenministerium angesiedelt.
Die Kultusministerien der deutschen Länder sind begrifflich Religionsministerien (das Wort ist an sich ein Synonym). Sie sind vor allem für ihre Zuständigkeit für die vormals von den Kirchen unterhaltenen und daher den Kirchen zugeordneten Schulen bekannt. Sie verwalten jedoch nach wie vor auch die Religionsangelegenheiten und die im Staatsbesitz stehenden Kirchengebäude.
Islamische Religionsministerien betreuen insbesondere die Umra und Haddsch, die Pilgerreise nach Mekka.

## Liste
| Land         | Ministerium | kurz         | Portefeuilles und Anmerkungen                               | Minister                                           |
| Ägypten      | Ägyptisches Ministerium für Stiftungen nach islamischem Recht وزارة الأوقاف المصرية                                                     | –            | Stiftungen nach islamischem Recht                           | Wazir al-Auqaf                                     |
| Bangladesch  | Ministry of Religious Affairs | MoRA         | seit 1980                                                   | Minister of Religious Affairs                      |
| Brunei       | Kementerian Hal Ehwal Ugama Negara Ministry of Religious Affairs                                                                        | MORA         | [ 3 ]                                                       |                                                    |
| Dänemark     | Kirkeministeriet |              | Dänische Volkskirche, Standesämter, Friedhöfe               | Kirkeminister                                      |
| Griechenland | Ipurgeio Paideias, Threskeumaton, Politismo kai Athletikon Υπουργείο Παιδείας, Θρησκευμάτων, Πολιτισμού και Αθλητισμού                  | ΥΠΘΠΑ minedu | Bildung, Religion, Kultur und Sport seit 2012               | Υπουργός Θρησκευμάτων Ipurgos Threskeumaton        |
| Israel       | Ministerium für Dienstleistungen zur Religionsausübung (Israel) HaMisrad leSherutay Dat המשרד לשירותי דת Ministry of Religious Services | Dat          | 1948 als Minister of Religions and War Victims eingerichtet | Sar LeShirutei Dat שר לשירותידת                    |
| Myanmar      | Ministry of Religious Affairs သာသနာရေးဝန်ကြီးဌာန                                                                                                 | MORA         | [ 6 ]                                                       | Minister of Religious Affairs                      |
| Pakistan     | Ministry of Religious Affairs | MoRA         | [ 7 ]                                                       | Minister of Religious Affairs                      |
| Serbien      | Ministarstvo Vera i dijasporu Министарство вера и дијаспоре                                                                             | MZD          | Religion und Diaspora                                       | Ministar Vera                                      |
| Sri Lanka    | Ministry of Religious Affairs and Moral Upliftment                                                                                      | MoRA         | Religionsangelegenheiten und sittliche Weiterentwicklung    | Minister of Religious Affairs and Moral Upliftment |
| Südsudan     | Ministry of Gender, Social Welfare and Religious Affairs                                                                                |              | Geschlechter, Wohlfahrt und Religionsangelegenheiten        | Minister of Religious Affairs                      |

## Historische Behörden
Nach Auflassungsdatum:
- Russland: Министерство духовных дел и народного просвещения Российской империи 1817–1824 (Religionsangelegenheiten und öffentliche Erziehung)
- China: 禮部,  Lǐbù – „Ritenministerium“,  bis 1911
- Frankreich: Ministre français des Cultes/des Affaires ecclésiastiques 1804–1912
- Preußen: Preußisches Ministerium der geistlichen, Unterrichts- und Medizinalangelegenheiten 1817–1945
- Gambia: Department of State for Local Government, Lands and Religious Affairs – DoSLG, Ministerialabteilung für Lokale Verwaltung, ländlicher Raum und Religionsangelegenheiten, Religionsagenden heute am Ministry for Trade, Regional Integration and Employment
- Deutsches Reich: Reichsministerium für die Kirchlichen Angelegenheiten 1935–1945